# Gille
Pour les articles homonymes, voir Gille (homonymie).

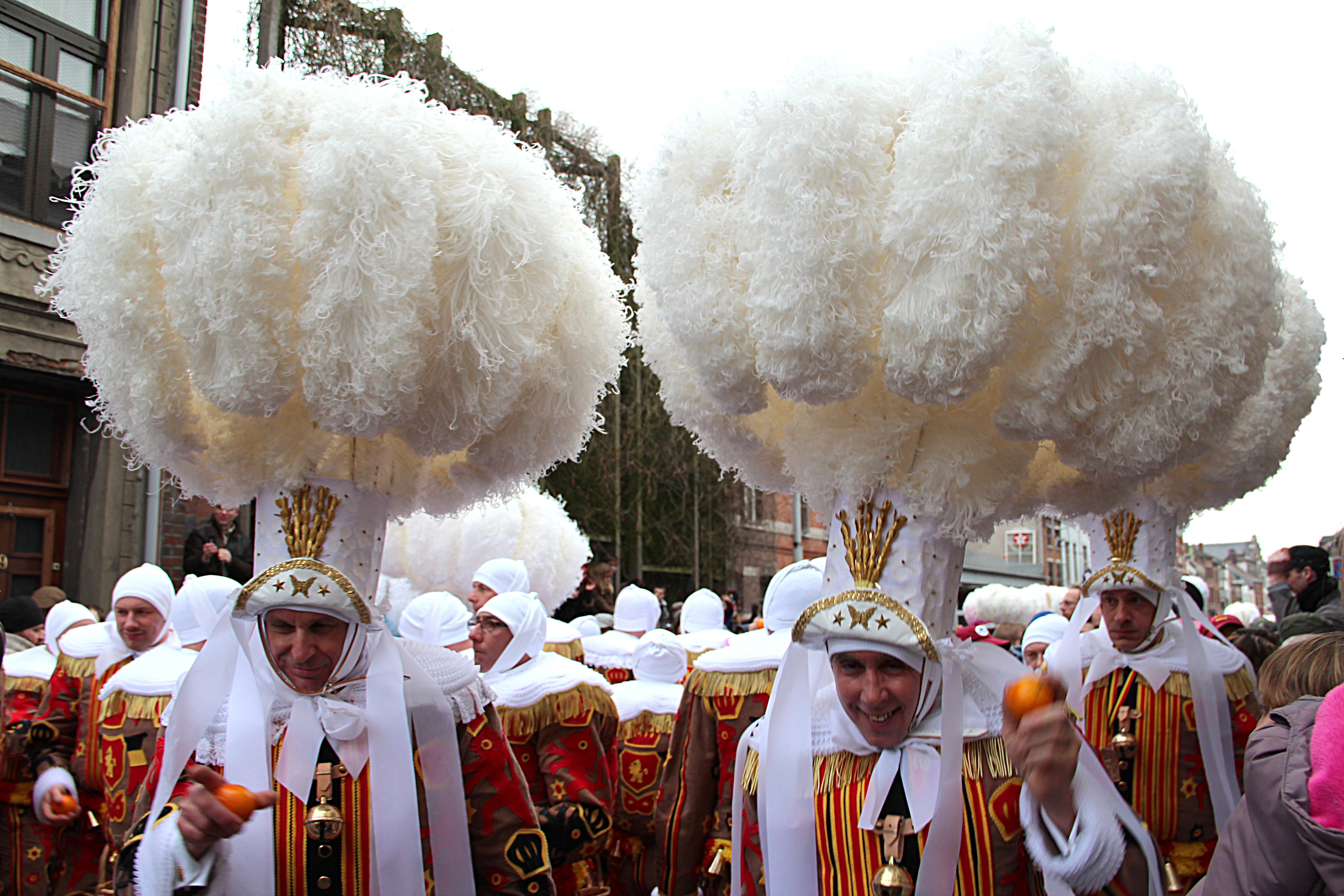
Gilles de Binche le jour du mardi gras avec leurs chapeaux de plumes

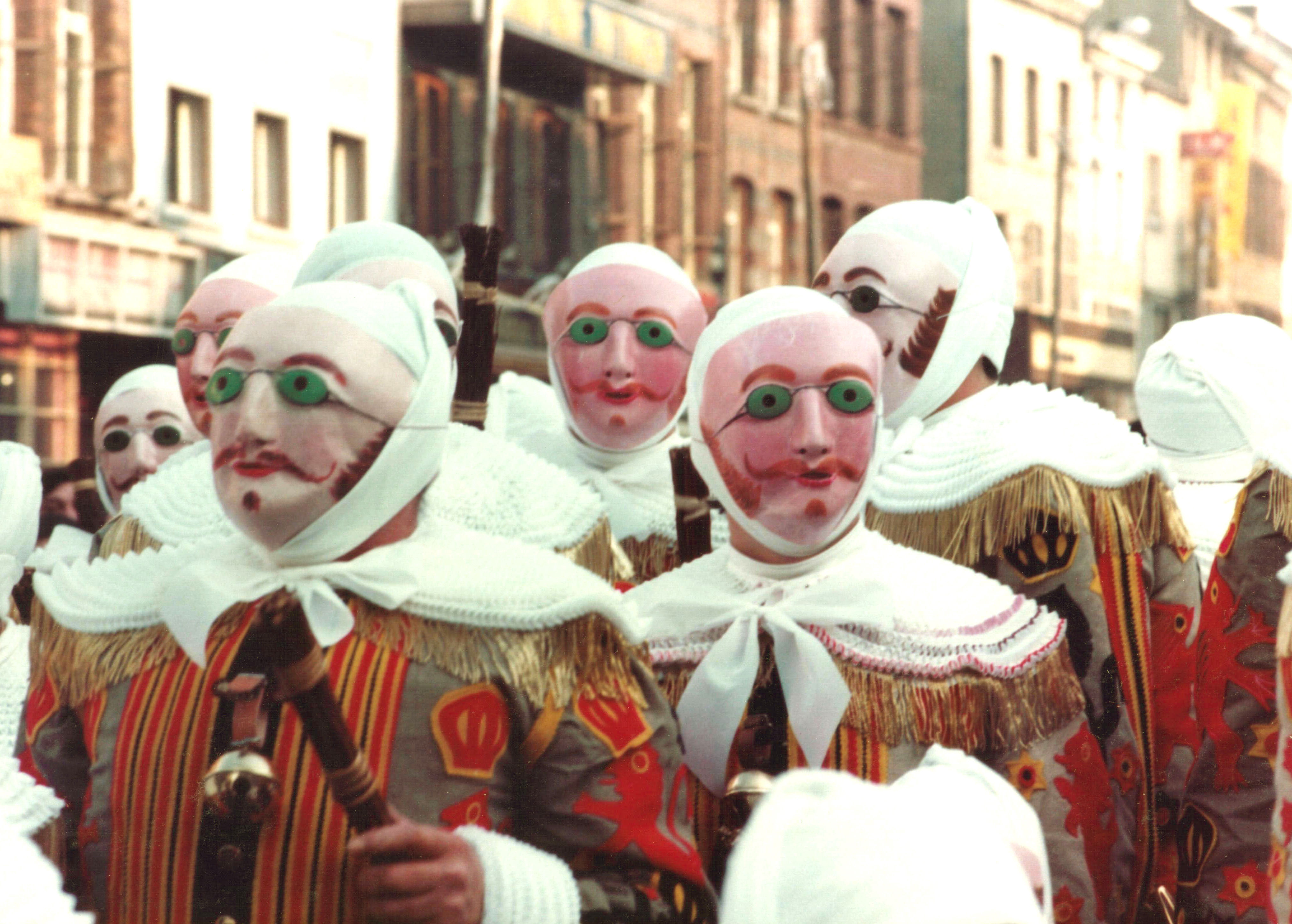
Gilles portant leur masque de cire

Le Gille est un personnage de carnaval en Belgique. Les plus célèbres sont les Gilles de Binche dans la région du Centre. 

## Histoire
Le Gille apparaît pour la première fois dans les textes en 1795 en tant que personnage se révoltant contre le régime politique français du Directoire qui voulait interdire le port du masque[réf. nécessaire]. La légende la plus populaire, imaginée par le journaliste Adolphe Delmée au XIXe siècle surtout connu comme le plus grand chansonnier de Tournai, est celle du Gille descendant des Incas (représentés en hommes sauvages tatoués avec des plumes sur la tête) apparu en costume dans un cortège lors des fêtes organisées par Marie de Hongrie en 1549 pour accueillir son frère Charles Quint.
La fonction du Gille fait l'objet de statuts édictés par l'Association de défense du folklore, créée par le bourgmestre Charles Deliège en 1976. Le Gille se doit d'être exemplaire : il ne s'assied pas en public, ne téléphone pas, ne mange pas en rue, ne fume pas.

## Rôle
Le jour du Mardi gras, un millier de Gilles parcourent les rues de la ville au son des tambours et des groupes de cuivres, composés de trompettes, bugles, trombones, tubas et soubassophones, ainsi que de clarinettes ou pipeaux.

## Le costume du Gille

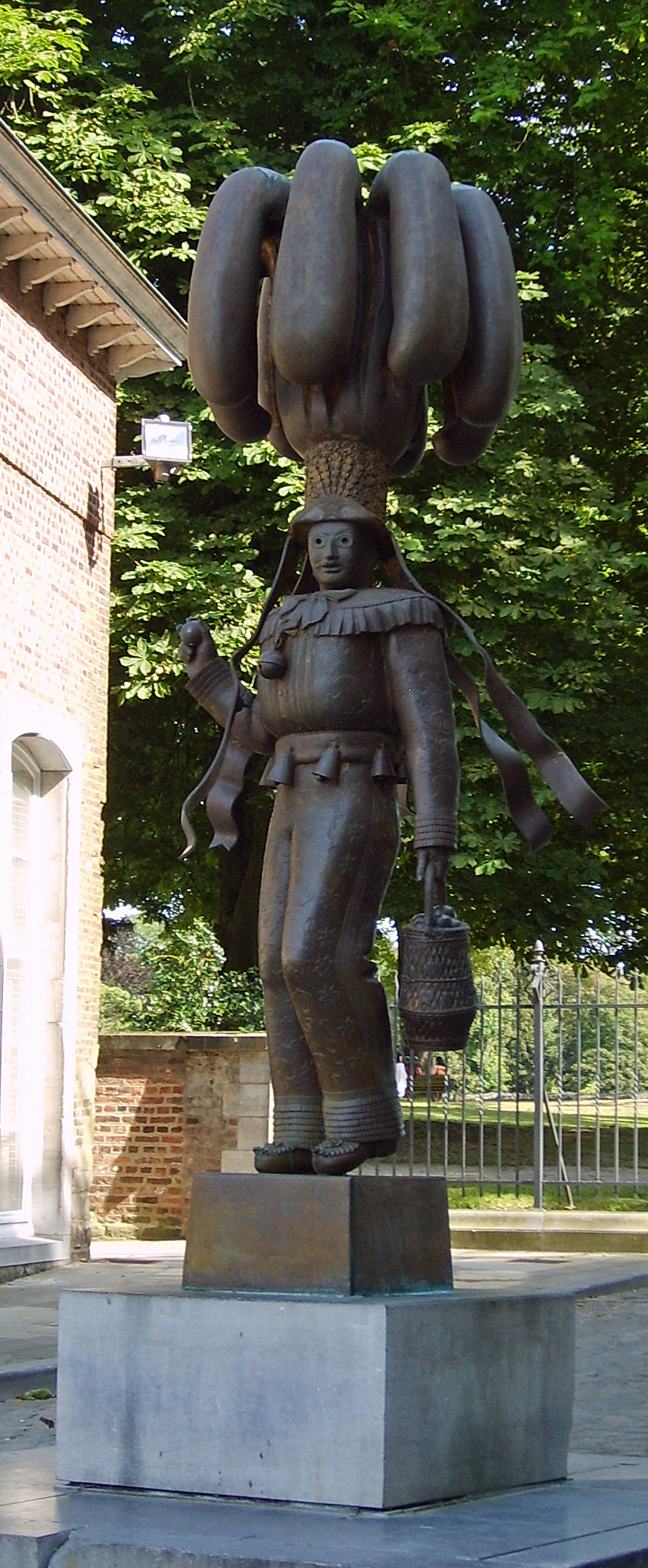
Statue du Gille à Binche.

Le costume de Gille provient d'un personnage de théâtre populaire au XVIIe siècle, les bosses en paille et la barrette (bonnet de coton blanc) s'inspirant probablement de la commedia dell'arte (un personnage de cette comédie aurait pu s'appeler Gille), puis se sont ajoutés des éléments ruraux (apertintaille, sabot) pour créer le costume actuel qui s'est embourgeoisé au XIXe siècle (masque, distribution d'oranges, produit de luxe à cette époque remplaçant le pain et les pommes).
Le costume est uniquement réservé aux hommes issus de familles binchoises ou résidant à Binche depuis au moins cinq ans. L’Association de Défense du Folklore a d’ailleurs été créée pour promouvoir et sauvegarder la tradition binchoise.

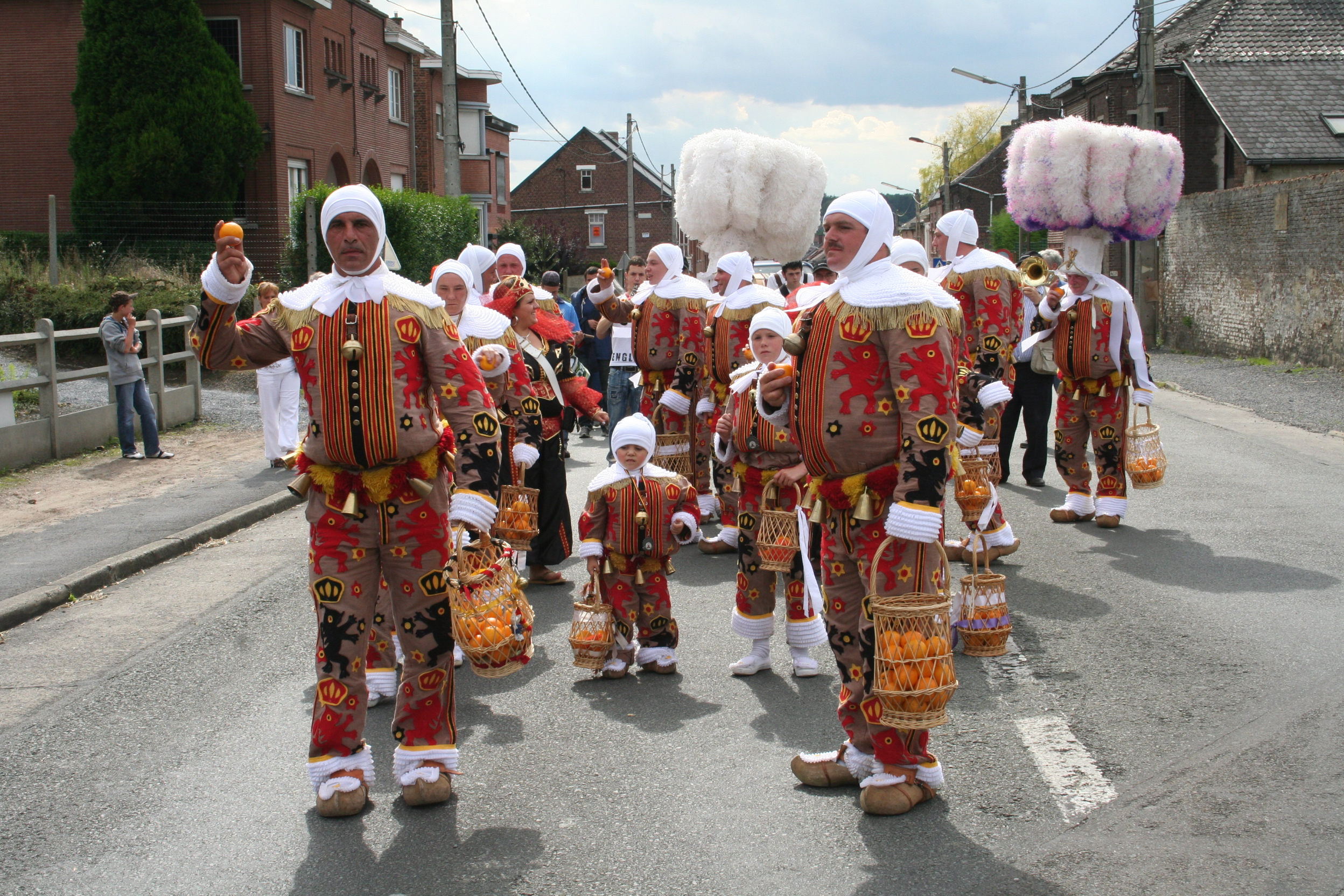
Gilles portant le fameux chapeau de plumes

La fabrication du costume et de l’apertintaille est confiée au louageur (petite entreprise de confection qui les loue).
- Le costume proprement dit se compose d'une blouse et d'un pantalon, tous deux confectionnés dans de la toile de lin. Ce costume est orné de 150 motifs (vingt lions héraldiques, blasons, couronnes, étoiles, drapeaux), de bande feutrée ainsi que d'un masque d'Arlequin[8]. Ces ornements sont découpés dans de la feutrine de couleurs noire, jaune et rouge, couleurs du drapeau belge. Certains de ces ornements demandent jusqu'à quatre applications successives. La blouse est remplie de paille qui forme les « bosses » à l'avant et à l'arrière[6].

- La collerette est portée aux épaules. Elle est confectionnée à partir d'environ 150 mètres de ruban plissé blanc, est bordée de dentelle ou de franges dorées et est agrémentée d'une cocarde blanche.

- Les manchettes et les parements blancs du pantalon sont confectionnés de la même manière que la collerette.

- L’apertintaille (prononciation : /a.pɛʁ.tɛ̃.taj/) est la ceinture de petites cloches (sept à neuf cloches selon les modèles) que porte chaque Gille à la taille. Il s'agit de toile rembourrée, recouverte de laine jaune et rouge. Le Gille porte également sur la poitrine un grelot, contre le plastron. Symbole populaire, ces sonnettes rappellent les sonnailles.

- Les sabots de bois, symbole populaire sont indispensables au pieds des Gilles, ils claquent sur le sol pour éloigner le froid de l'hiver. Ils sont fabriqués dans du bois de peuplier et garnis d'accessoires en cuir (brides, plaques, courroies de renforcement et talonnettes) et de « renoms » (garniture en ruban plissé assorti à la collerette et aux parements)[4].

- Les chaussons sont portés pour le confort du pied. Ils sont fabriqués à partir de laine blanche et l'on veille à ne pas faire de couture, ceci afin de ne pas blesser le pied.

- Le chapeau de plumes pèse de trois à quatre kilos. Huit à douze grandes plumes constituées de 240 à 290 petites plumes d'autruches blanches ou légèrement teintées sont nécessaires à la fabrication d'un chapeau d'un Gille. Cet ensemble de plumes est monté sur une « buse » en carton enveloppée d'une toile fixée à la colle forte et munie d'une jugulaire. Le chapeau est posé sur la barrette (bonnet de coton blanc) du Gille, elle-même serrée par un mouchoir de tête (mouchoir de cou en coton plié en carré). Le chapeau se porte l'après-midi du Mardi gras. Les Gilles sans chapeau portent uniquement la barrette et le mouchoir de tête, qui doivent normalement être portés en permanence pendant le carnaval.

- Le masque de cire typique se porte le matin du Mardi gras. Binche a l'exclusivité de ce masque, protégé par l'Office européen des brevets (modèle déposé en 1985). Il ne peut donc être commercialisé ailleurs qu'à Binche. Le masque fabriqué dans l'atelier Pourbaix, dernier artisan binchois, est fait de toile de cire, décoré de lunettes vertes (mode au début du XXe siècle), d'une moustache, d'une barbiche et de favoris à la Napoléon III, représentation typique d'un bourgeois[7].

- Le panier se porte l'après-midi. Panier à salade en fer, il est remplacé par le panier d'osier tressé en 1880. Rempli d'oranges sanguines, le gille en lance entre 30 et 40 kilos dans la foule. Quand le panier est vide, il se porte renversé[7].

- Le ramon est un petit balai constitué de branches de bois assemblées avec des ligaments de rotin. Le Gille lance son ramon au passant qu'il désire saluer, puis le récupère en embrassant la personne à qui il a lancé son ramon.

## Autres Gilles

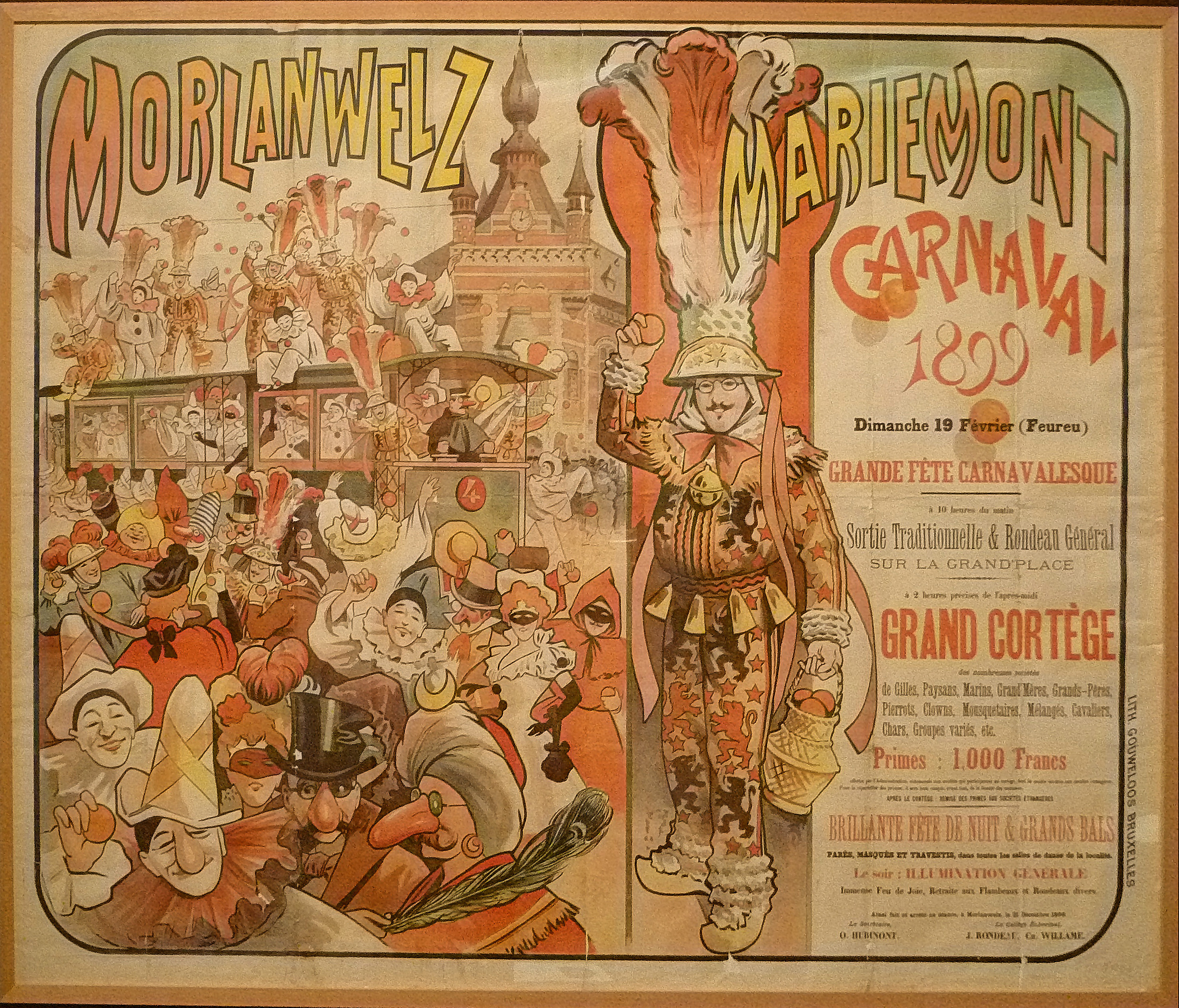
Carnaval avec des Gilles à Morlanwelz-Mariemont, 1899

Aux XIXe et XXe siècles, le personnage du Gille s'est largement propagé à travers les carnavals des communes de la région du Centre et des alentours. Ainsi, on peut rencontrer des Gilles dans les petits carnavals de villages du Hainaut ou dans des carnavals plus connus, à La Louvière (lors de la Lætare), à la cavalcade de Fleurus et celle de Jemappes (le dimanche et le lundi de Pâques), à Nivelles (en Brabant wallon, lors du Dimanche des Brandons), à Morlanwelz et Haine-Saint-Pierre lors du Feureu ainsi qu'à Anderlues les mêmes jours, ou encore à Charleroi (Mardi gras), et Seneffe (premier week-end de juillet). Actuellement, on trouve même des sociétés de Gilles dans la province de Luxembourg (Arlon, Marche-en-Famenne), la province de Namur (Tamines, Auvelais et Gembloux) ou encore en Région flamande (Alost et Hal). Ils sont aussi présent dans l'Ommegang de Bruxelles, qui se déroule le premier mardi et le premier jeudi de juillet.
On peut donc proposer une définition plus générale du Gille, à savoir qu'il est le personnage traditionnel le plus célèbre des carnavals de la région du Centre et de certaines villes et communes belges. 
Cependant, l'UNESCO a reconnu uniquement le carnaval de Binche comme chef-d'œuvre du patrimoine culturel immatériel de l'humanité.

## Autour des Gilles
Dans Tintin et les Picaros, Hergé s'est inspiré des Gilles pour faire les costumes des Turlurons.